# Monetazione del Bicentenario degli Stati Uniti
La monetazione del Bicentenario degli Stati Uniti è un insieme di monete commemorative, composto da un quarto di dollaro, mezzo dollaro e dollaro coniato dalla zecca degli Stati Uniti nel 1975 e nel 1976. Indipendentemente dall'anno di emissione, ogni moneta da un quarto di dollaro, da mezzo dollaro e da un dollaro presenta la doppia data 1776–1976 sui normali rovesci. 
Visti gli abusi del passato nel sistema, la zecca degli Stati Uniti ha difeso l'emissione di monete commemorative a solo a partire dagli anni '50. Dal 1971, inoltre, i membri del Congresso introdussero delle banconote per autorizzare le monete in onore del Bicentenario degli Stati Uniti, che si sarebbe verificato nel 1976. Tramite il suo direttore, Mary Brooks, la zecca inizialmente si oppose a tali proposte, di in seguito tuttavia appoggiò l'iniziativa e venne quindi approvata una legislazione che richiedeva la ri-progettazione temporanea del rovescio del quarto, mezzo dollaro e dollaro.
In seguito ad una competizione a livello nazionale furono inoltre aggiunti i disegni di un tamburino coloniale per il quarto, dell'Independence Hall per il mezzo dollaro e della Liberty Bell sovrapposta alla Luna per il dollaro. Tutte e tre le monete rimangono comuni oggi a causa dell'enorme quantità di esemplari emessi. La Zecca ha venduto oltre la metà delle monete parzialmente d'argento prima di fondere il resto dopo averle ritirate dalla vendita nel 1986.

## Galleria d'immagini

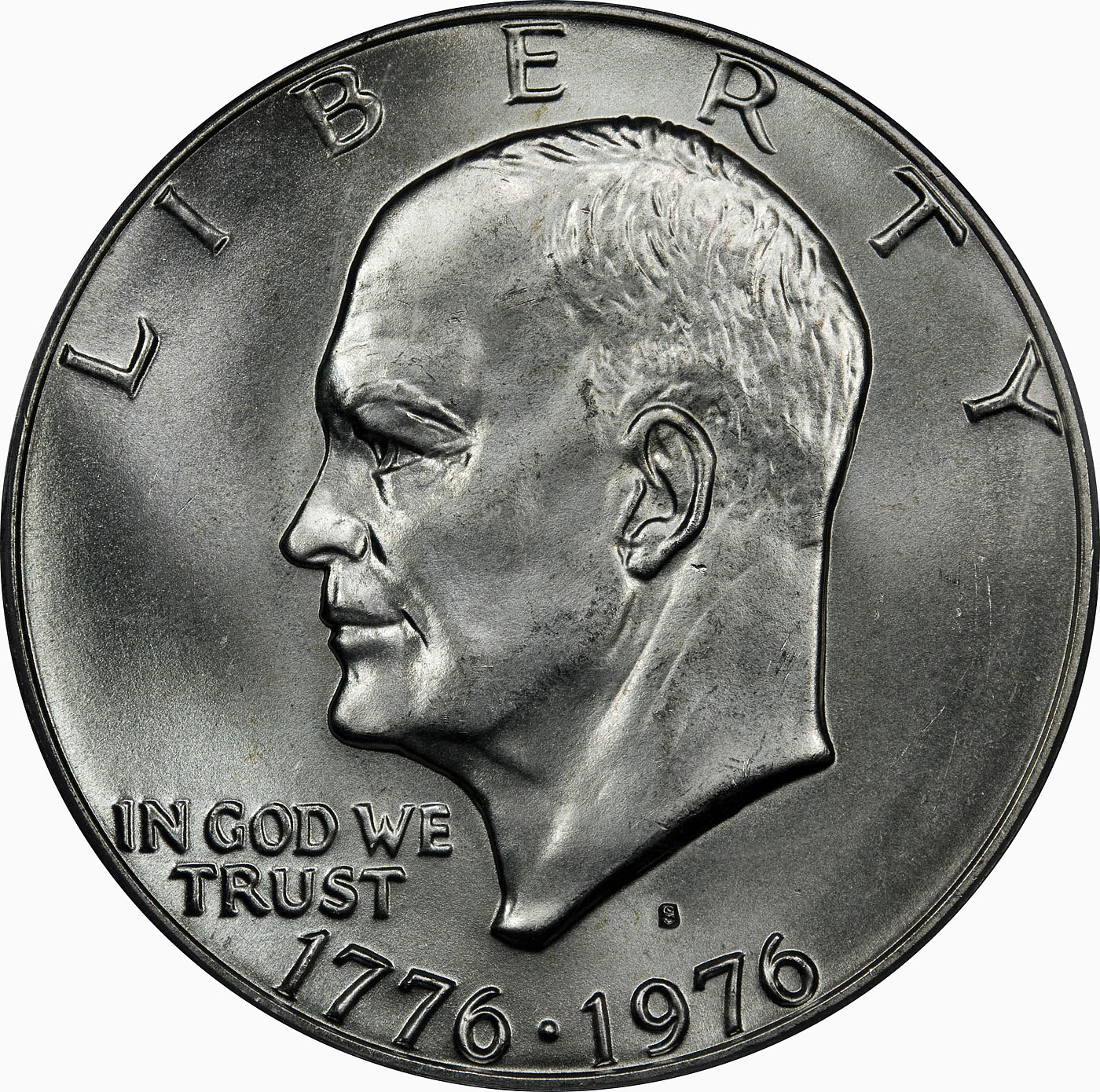
Il dollaro Eisenhower, con la doppia data 1776–1976
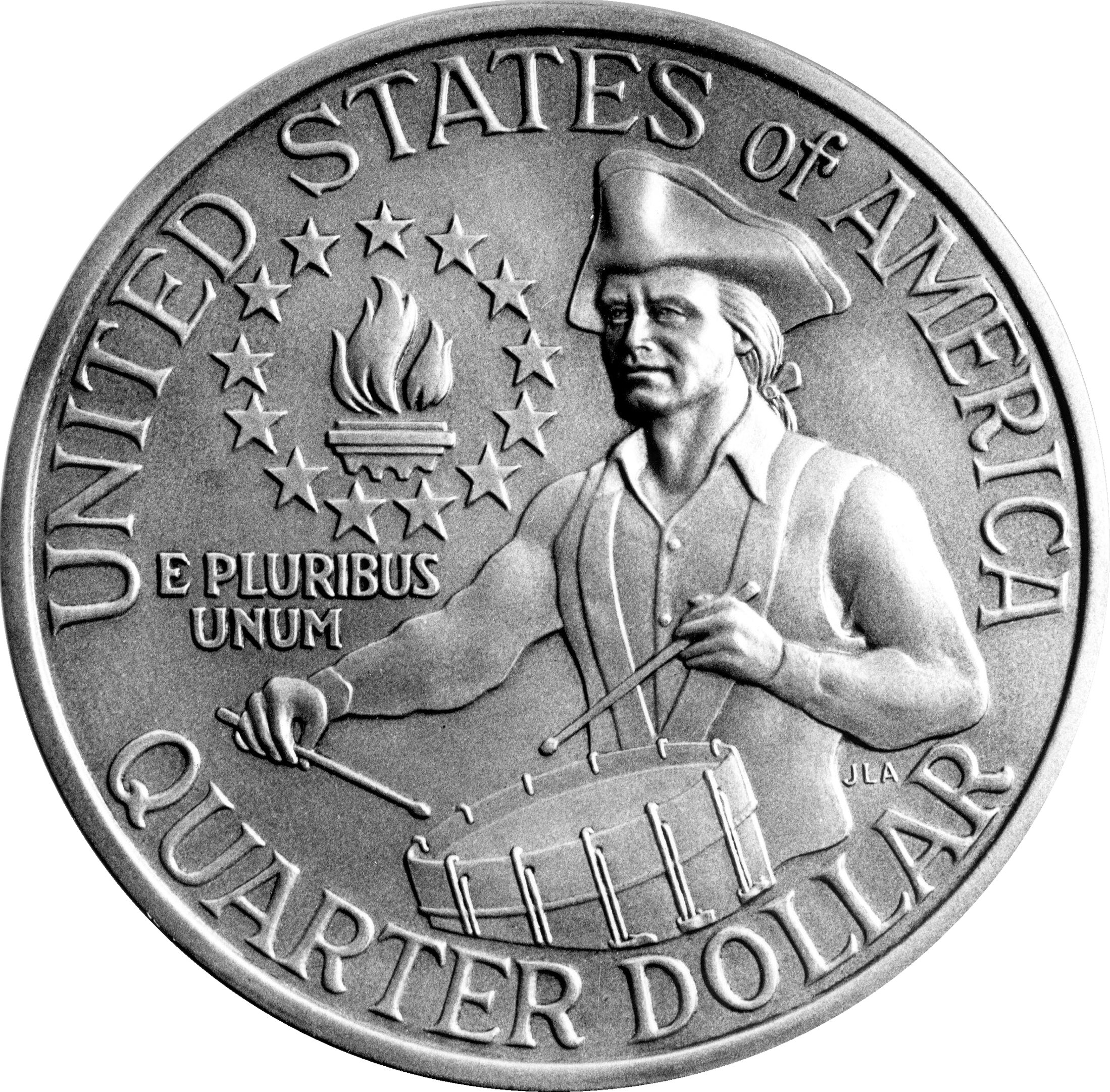
Quarto bicentenario inverso
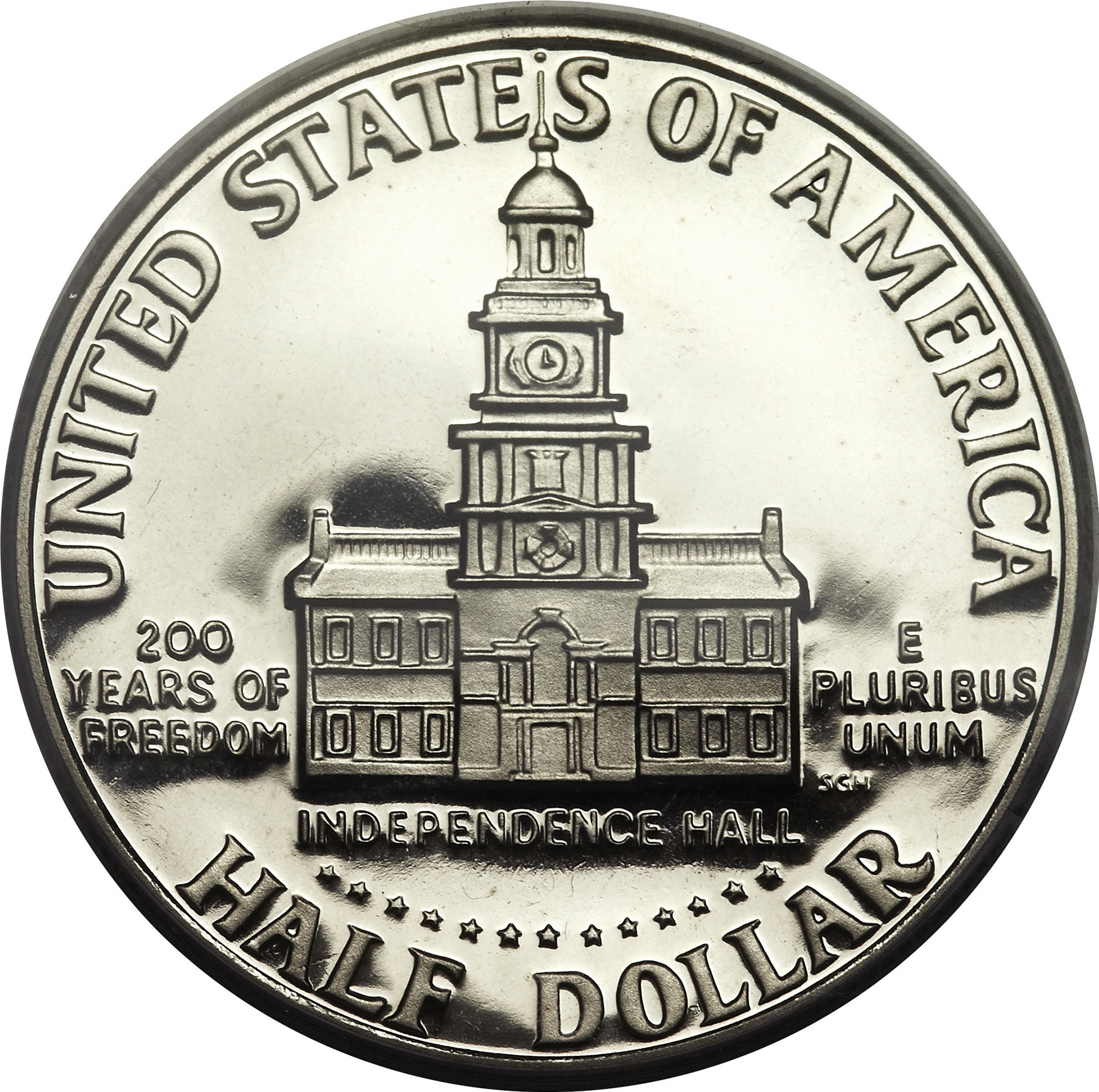
Mezzo dollaro Bicentenario inverso
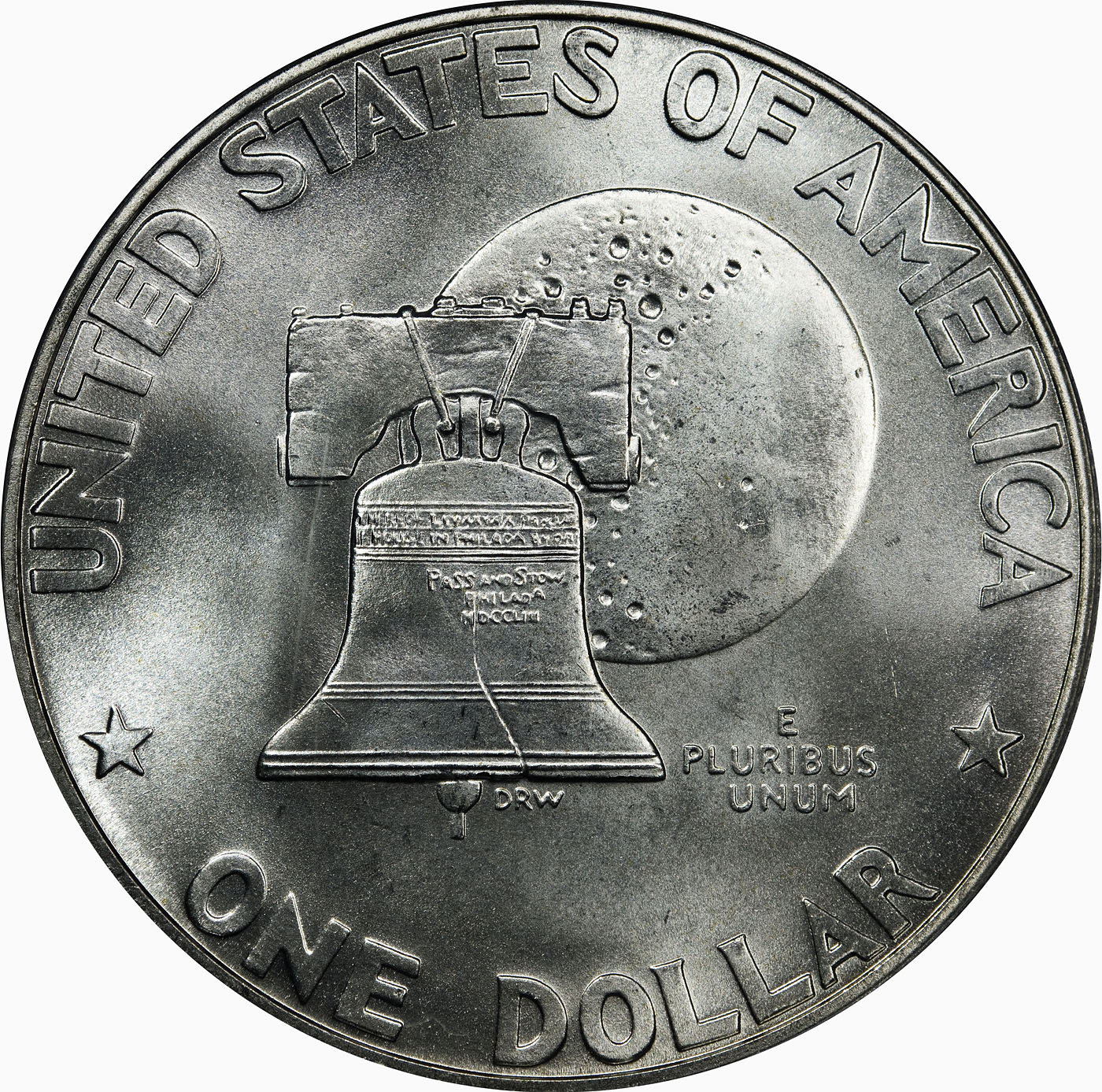
Dollaro bicentenario inverso (Tipo I)
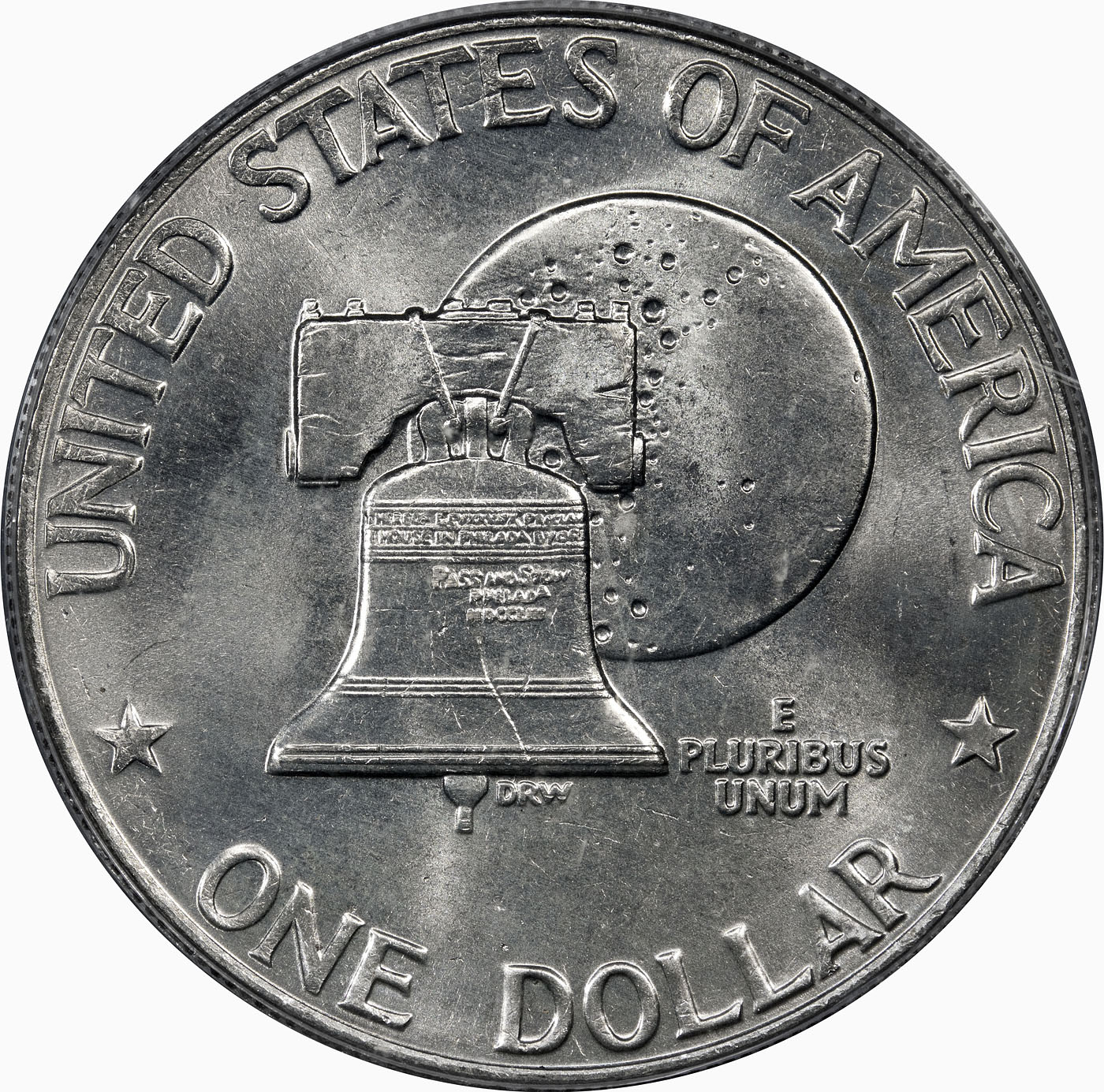
Dollaro bicentenario inverso (Tipo II)